# Deanna Troi
Deanna Troi är en halvbetazoid ur TV-serien Star Trek: The Next Generation gestaltad av skådespelerskan Marina Sirtis. Hon är empatisk (hon kan på telepatisk väg förnimma känslor och sinnesstämningar, men inte läsa tankar) och dotter till Lwaxana Troi, en helbetazoid. Deanna jobbar som rådgivare ombord på USS Enterprise (NCC-1701-D).

## Biografi
I serien, tjänstgjorde Deanna Troi som rådgivare ombord Stjärnflottans rymdskepp NCC-1701-D, och senare i filmerna, ombord Enterprise-E båda under kommendör Jean-Luc Picard (Patrick Stewart). I Star Trek: Nemesis, lämnar hon Enterprise tillsammans med William Riker (Jonathan Frakes) som precis har blivit befordrad till kommendör över USS Titan.
Deanna Troi föddes den 29 mars 2336, nära Lake El-Nar på planeten Betazed.  Deannas föräldrar är hennes Betazoid moder och ambassadör Lwaxana Troi (Majel Barrett) och hennes mänsklige far, en avliden Stjärnflotte officerare vid namn Ian Andrew Troi (Amick Byram). I bakgrundsbeskrivningen nämns en äldre syster vid namn Kestra, som drunknade då Deanna var liten (not: "Dark Page"). Även om hon har haft lite inflytande av Jordens kultur, studerade hon vid Starfleet Academy från 2355 till 2359, samt även universitetet på Betazed, och tog avancerad examen i psykologi.
Serien skapade en mängd olika utomjordiska arter, inkluderat Betazoiderna, som besitter telepatiska förmågor. På grund av hennes halv-mänskliga arv, har hon endast tillgång till vissa telepatiska förmågor och är extra känslig för extrasensorisk perceptionistisk empati med klärvoajans. I Star Trek: Nemesis, besitter hon förmågan att koppla ihop sig med en annan persons psyke och följa dess empatiska band till dess källa. I detta fall, låter hennes förmågor Enterprise-E att fastställa och träffa det romulanska skeppet Scimitar, bortsett från att det var camouflerat. Vissa arter som är resistenta mot hennes och andra betazoiders telepati, som Ferengi, Breen och Ulianerna.

## Utvecklandet av karaktären
Det var från början tänkt att Denise Crosby skulle spela Deanna Troi och Marina Sirtis skulle spela rollen som Tasha Yar, men det beslöts att den lite mer mystiska rollen som Troi var bättre lämpad för Sirtis med sitt lätt exotiska utseende.